# Tính tư tưởng
Tính tư tưởng ({tiếng Pháp: caractère idéologique) là khái niệm chi mối liên hệ giữa nhà văn với các hiện tượng được mô tả, xác định mối tương quan giữa những hiện tượng đó với lí tưởng về cuộc sống và về con người được nhà văn khẳng định.
Như vậy, tính tư tưởng là khuynh hướng khái quát về cuộc sống cần phải có (hay không đáng có) toát ra từ tác phẩm văn học.
Tính tư tưởng của tác phẩm không chỉ thể hiện ở nội dung quan niệm mà chủ yếu thông qua hình tượng nghệ thuật gắn liên với sức mạnh tình cảm, cảm xúc của tác giả. Nó thường biểu hiện ở sự lí giải những vấn đề đặt ra trong tác phẩm, ở cảm hứng, niềm say mê khẳng định chân lí, lí tưởng, ở tình điệu thẩm mỹ, qua sự đa dạng của các biến thể của các phạm trù mỹ học cơ bản như cái bi, cái hài, cái đẹp, cái cao cả,... làm nên cái ý vị của hình tượng nghệ thuật.
Tính tư tưởng là linh hồn của tác phẩm. Nó có ý nghĩa quyết định đối với tầm vóc và tác dụng xã hội của tác phẩm. Lập trường tư tưởng mà nhà văn xuất phát để lựa chọn, miêu tả, đánh giá các hiện tượng đời sống càng tiến bộ thì nội dung tác phẩm càng có điều kiện để trở nên chân thực và sâu sắc. Các tư tưởng tiên tiến, thể hiện lợi ích của nhân dân lao động tạo khả năng cho nhà văn sáng tạo nên những tác phẩm có giá trị. Và các tác phẩm ưu tú xưa nay đều chứa đựng một tính tư tưởng sâu sắc. Trong một tác phẩm, tính tư tưởng không thể tách rời với tính nghệ thuật.